# 拉西勒
拉西勒（法語：L'Asile，發音：[lazil]）是海地尼普省昂萨沃区的市镇，总面积153.82平方千米，2015年人口41073。